# Holger Rune
Pour les articles homonymes, voir Rune.
Holger Rune, né le 29 avril 2003 à Gentofte, est un joueur de tennis danois, professionnel depuis 2020.
Il a remporté cinq titres ATP en simple, dont le Masters 1000 de Paris-Bercy 2022 en battant en finale le Serbe Novak Djokovic. Il fait son entrée dans le top 10 du classement ATP pour la première fois en janvier 2023, à seulement 19 ans.

## Carrière

### Carrière junior
Holger Rune s'entraîne à l'académie Mouratoglou à partir de l'âge de 13 ans.
Au printemps 2019, il s'impose sur terre battue aux tournois junior de Beaulieu-sur-Mer et Santa Croce. Aux Internationaux de France, il remporte le tournoi junior à 16 ans et un mois, en battant l'Américain Toby Alex Kodat en finale. En fin de saison, il remporte le Masters Junior contre le Français Harold Mayot.

### 2020-2021. Débuts professionnels
Il remporte ses premiers tournois professionnels en 2020 à Klosters, Valldoreix (en) et Antalya. Il s'impose également à Bressuire en janvier 2021. En mars, il participe au tournoi ATP de Santiago ; issu des qualifications, il accède aux quarts de finale en écartant Benoît Paire.
En juin 2021, Holger Rune remporte son premier tournoi ATP Challenger à Biella. Sa victoire est éclipsée par les insultes homophobes qu'il a proférées pendant la demi-finale ; Holger Rune est sanctionné d'une amende de 1 500 € par l'ATP,. 
Il dispute son premier match en Grand Chelem à l'US Open 2021 face à Novak Djokovic, no 1 mondial, à qui il parvient à prendre une manche.

### 2022. Révélation à Roland-Garros et premiers titres ATP dont un Masters 1000
Holger Rune remporte son premier titre ATP en avril à Munich. Il élimine successivement le qualifié Jiří Lehečka (7-64, 6-3), le no 3 mondial Alexander Zverev (6-3, 6-2), Emil Ruusuvuori (contre qui il ne perd que deux jeux) et le local Oscar Otte, puis il profite en finale de l'abandon de Botic van de Zandschulp après seulement sept jeux disputés. Ce résultat lui permet de monter à la 40e place du classement ATP.

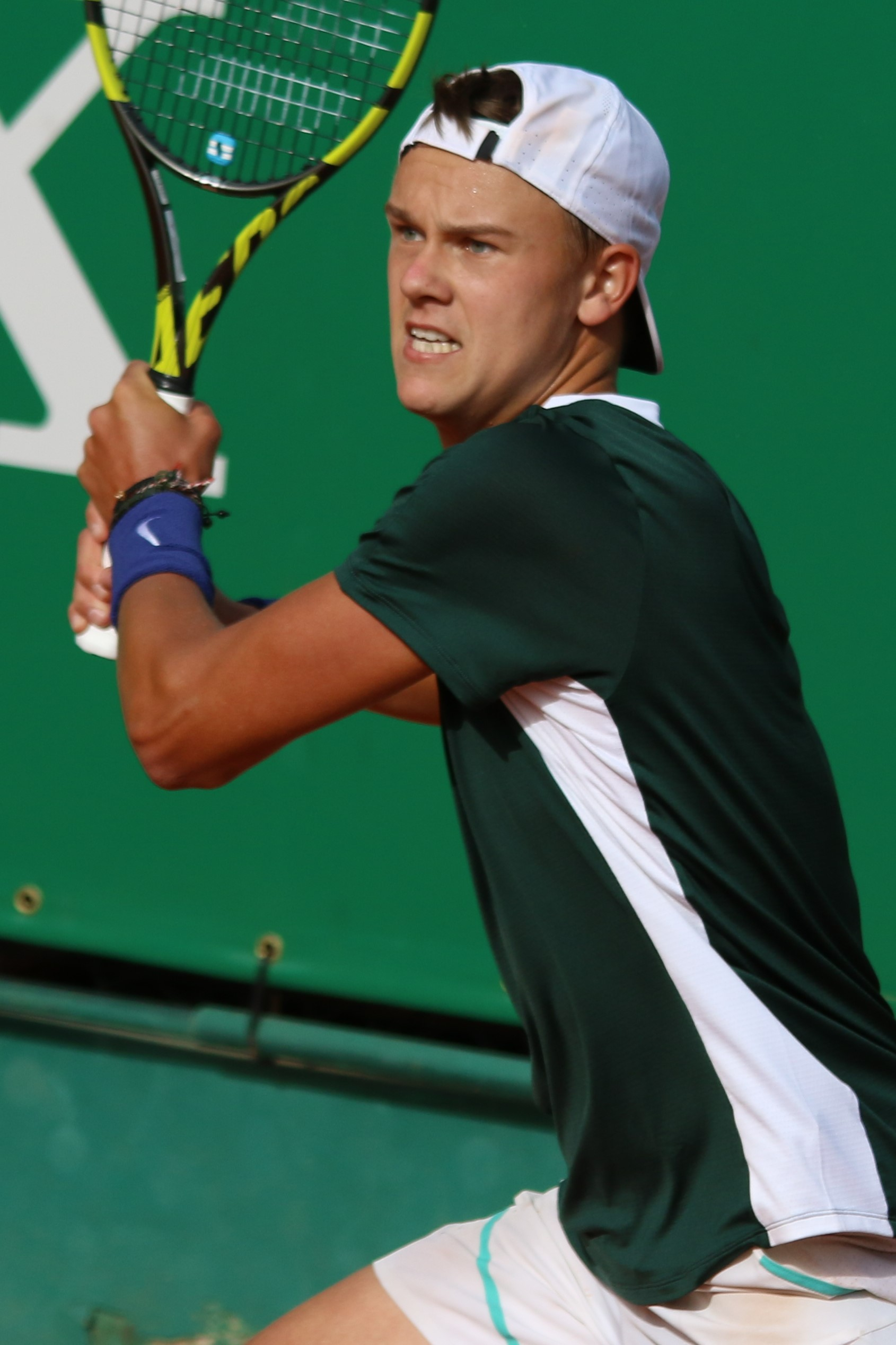
Holger Rune au Masters de Monte-Carlo en 2022.

Il atteint également les demi-finales du tournoi de Lyon en ne battant que des Français : Arthur Rinderknech, Adrian Mannarino et le qualifié Manuel Guinard. Il s'incline en trois manches face à Cameron Norrie, futur vainqueur de l'épreuve.
À Roland-Garros, il gagne son premier match en Grand Chelem en battant au premier tour le 15e mondial, Denis Shapovalov (6-3, 6-1, 7-64). Il écarte ensuite Henri Laaksonen et Hugo Gaston sans perdre de manche et rencontre en huitièmes de finale le finaliste sortant et 4e mondial, Stéfanos Tsitsipás. Rune bat le Grec en quatre sets (7-5, 3-6, 6-3, 6-4) en trois heures de jeu et devient ainsi le premier joueur danois à atteindre les quarts de finale d'un tournoi du Grand Chelem, faisant ainsi mieux que Kenneth Carlsen qui avait atteint les huitièmes de finale de l'Open d'Australie 1993. Il perd à ce stade contre le Norvégien Casper Ruud, alors 8e mondial, en quatre sets (1-6, 6-4, 62-7, 3-6) et 3 h 15 min minutes. Le match est marqué par une certaine tension entre les deux joueurs.
Il faut attendre fin septembre pour revoir le Danois performer : il parvient en finale du tournoi de Sofia en battant Tim van Rijthoven en deux tie-breaks, Lorenzo Sonego en lâchant un set, Ilya Ivashka également en trois manches et Jannik Sinner qui abandonne à 5-2 dans la troisième manche. Il perd la finale (4-6, 68-7) face au Suisse Marc-Andrea Hüsler.
En octobre, au tournoi de Stockholm, il vainc le Brésilien Thiago Monteiro (7-5, 6-2), le Chilien Cristian Garín (7-62, 6-1), le Britannique Cameron Norrie (64-7, 6-3, 6-3) et l'Australien Alex de Minaur en trois sets serrés (4-6, 7-61, 7-5) pour atteindre une nouvelle finale et il s'impose pour la deuxième fois de sa carrière contre le Grec Stéfanos Tsitsipás (6-4, 6-4). C'est son deuxième titre ATP et son premier sur dur après sa victoire sur la terre battue de Munich.
Il enchaîne la semaine suivante à Bâle avec des victoires sur Alex de Minaur (6-2, 7-5), qu'il bat pour la seconde fois en deux semaines, les qualifiés français Ugo Humbert (6-4, 6-2) et Arthur Rinderknech (7-60, 6-2), puis l'Espagnol Roberto Bautista-Agut (7-61, 7-66). Disputant sa première finale en ATP 500, il s'incline contre un autre joueur en forme, le Canadien Félix Auger-Aliassime (3-6, 5-7), alors 9e mondial.
Il intègre le tableau final du Masters 1000 de Paris-Bercy. Alors 18e mondial, il bat d'abord Stanislas Wawrinka (4-6, 7-5, 7-63) en sauvant trois balles de match. Puis il écarte Hubert Hurkacz, tête de série no 10, (7-5, 6-1) et Andrey Rublev, tête de série no 7 (6-4, 7-5). Il fait face lors des quarts de finale à son jeune rival de 19 ans également et nouvellement numéro 1 mondial, Carlos Alcaraz. Après le gain du premier set (6-3), la seconde manche est plus disputée mais l'Espagnol abandonne en plein jeu décisif de la deuxième manche après 1 h 39 min, à cause d'un problème musculaire,. Holger Rune s'impose ensuite en demi-finale face à Félix Auger-Aliassime, tête de série no 8 (6-4, 6-2), ce qui lui permet d'accéder à sa première finale de Masters 1000. Il défie l'ex no 1 mondial, Novak Djokovic et, au terme d'un match de deux heures et demie, il sort victorieux en 3 sets (3-6, 6-3, 7-5) et remporte donc son premier Masters 1000,. Il devient également le premier joueur à remporter un titre en battant cinq membres du top 10, hors Masters de fin d'année. À l'issue du tournoi, il monte à la 10e place mondiale. Avec Carlos Alcaraz, deux joueurs de moins de 20 ans sont classés dans le top 10, une première depuis 15 ans.
Il manque de peu la qualification pour les ATP Finals de Turin, finissant sa saison à la 11e place mondiale.

### 2023. Deux finales de Masters 1000, quatrième titre ATP, meilleur classement en carrière atteint et changement d'entraîneur
Holger Rune participe pour le premier tournoi de l'année à Adelaïde 1, où il s'incline contre le Japonais Yoshihito Nishioka (6-2, 4-6, 4-6), qu'il affronte pour la première fois. 
Il dispute l'Open d'Australie quelques semaines après et s'affirme en outsider après trois victoires en trois sets contre Filip Krajinović (6-2, 6-3, 6-4), Maxime Cressy (7-5, 6-4, 6-4) et le Français Ugo Humbert (6-4, 6-2, 7-65). Mais il s'incline en huitièmes de finale au terme d'une lutte intense de 3 h 37 min contre le Russe Andrey Rublev en cinq sets (3-6, 6-3, 3-6, 6-4, 69-7).
Quelques semaines plus tard, il emporte deux victoires au tournoi de Montpellier contre le Suisse Marc-Andrea Hüsler (7-65, 6-2) et le local Grégoire Barrère en deux tie-breaks. Il est sorti en demi-finale par l'Américain Maxime Cressy en trois sets très disputés (5-7, 7-63, 64-7). Mi-février, il passe un tour à Rotterdam contre le qualifié français Constant Lestienne (6-4, 6-4) mais abandonne au second tour contre l'invité néerlandais Gijs Brouwer (4-6, 0-4 ab.). Il joue une nouvelle demi-finale à Acapulco après avoir renversé le récent quart de finaliste de l'Open d'Australie Ben Shelton (6-7, 6-4, 6-2), éliminé sans soucis le Portugais Nuno Borges (6-0, 6-2) et bénéficié de l'abandon de Matteo Berrettini. Il s'incline ensuite contre l'Australien Alex de Minaur (6-3, 5-7, 2-6) qui gagne son premier ATP 500 quelques jours plus tard.
Il est battu quelques semaines plus tard au troisième tour du Masters d'Indian Wells par le Suisse Stanislas Wawrinka (2-6, 7-6, 5-7), après avoir écarté l'Américain Mackenzie McDonald (7-5, 6-3). Puis il perd en huitièmes de finale à Miami face à l'Américain Taylor Fritz (3-6, 4-6) après s'être défait du Hongrois Márton Fucsovics (6-3, 7-5) et de l'Argentin Diego Schwartzman (6-4, 6-2).
Il attaque la saison de terre battue au Masters 1000 de Monte-Carlo. Pour son entrée en lice, il bat l'Autrichien Dominic Thiem (6-2, 6-4), puis, grâce au forfait de l'Italien Matteo Berrettini, accède aux quarts de finale. À ce stade, il est opposé au no 5 mondial, Daniil Medvedev qu'il écarte plutôt facilement (6-3, 6-4), le Russe ayant disputé la veille un match de plus de trois heures en soirée. En demi-finale, il triomphe difficilement face au no 8 mondial, l'Italien Jannik Sinner (1-6, 7-5, 7-5). La finale est marquée par la nervosité et la fatigue accumulée après son match la veille face à Sinner. Rune s'incline face à Andrey Rublev (7-5, 2-6, 5-7), qui remporte son premier Masters 1000. Ce résultat lui permet monter à la 7e place mondiale, son meilleur classement en carrière, à seulement 19 ans.
Il parvient à défendre son titre la semaine suivante à Munich où il bat l'invité local Yannick Hanfmann (6-3, 6-4), le Chilien Cristian Garín (6-2, 6-4), l'Australien Christopher O'Connell (6-3, 6-2) et comme l'année précédente le Néerlandais Botic van de Zandschulp en finale, sauvant quatre balles de match (6-4, 1-6, 7-6). Il marque un coup d'arrêt la semaine suivante à Madrid où après avoir sorti le Kazakh Alexander Bublik (6-1, 4-6, 7-6), il est éliminé par le local Alejandro Davidovich Fokina dans une rencontre très disputée (6-7, 7-5, 6-7) au troisième tour.

En mai au Masters de Rome, il atteint sa deuxième finale de la saison en Masters 1000 en battant le numéro 1 mondial Novak Djokovic en quart de finale et Casper Ruud en demi-finale. En finale, il est battu par Daniil Medvedev en deux sets (7-5, 7-5). À l'issue du tournoi, il monte à la 6e place mondiale. À Roland-Garros, il se qualifie comme l'année précédente pour les quarts de finale où il retrouve Casper Ruud. Il s'incline à nouveau à ce stade, en 4 sets (1-6, 2-6, 6-3, 3-6). Il avait auparavant battu l'Américain Christopher Eubanks en quatre sets (6-4, 3-6, 7-6, 6-2), puis profité du forfait du Français Gaël Monfils (touché au poignet) pour filer au troisième tour. Il élimine ensuite deux Argentins, le qualifié 231e mondial Genaro Alberto Olivieri (6-4, 6-1, 6-3) et Francisco Cerúndolo dans un duel très serré (7-6, 3-6, 6-4, 1-6, 7-6) de 4 h au cours duquel son adversaire a servi pour le gain du match.

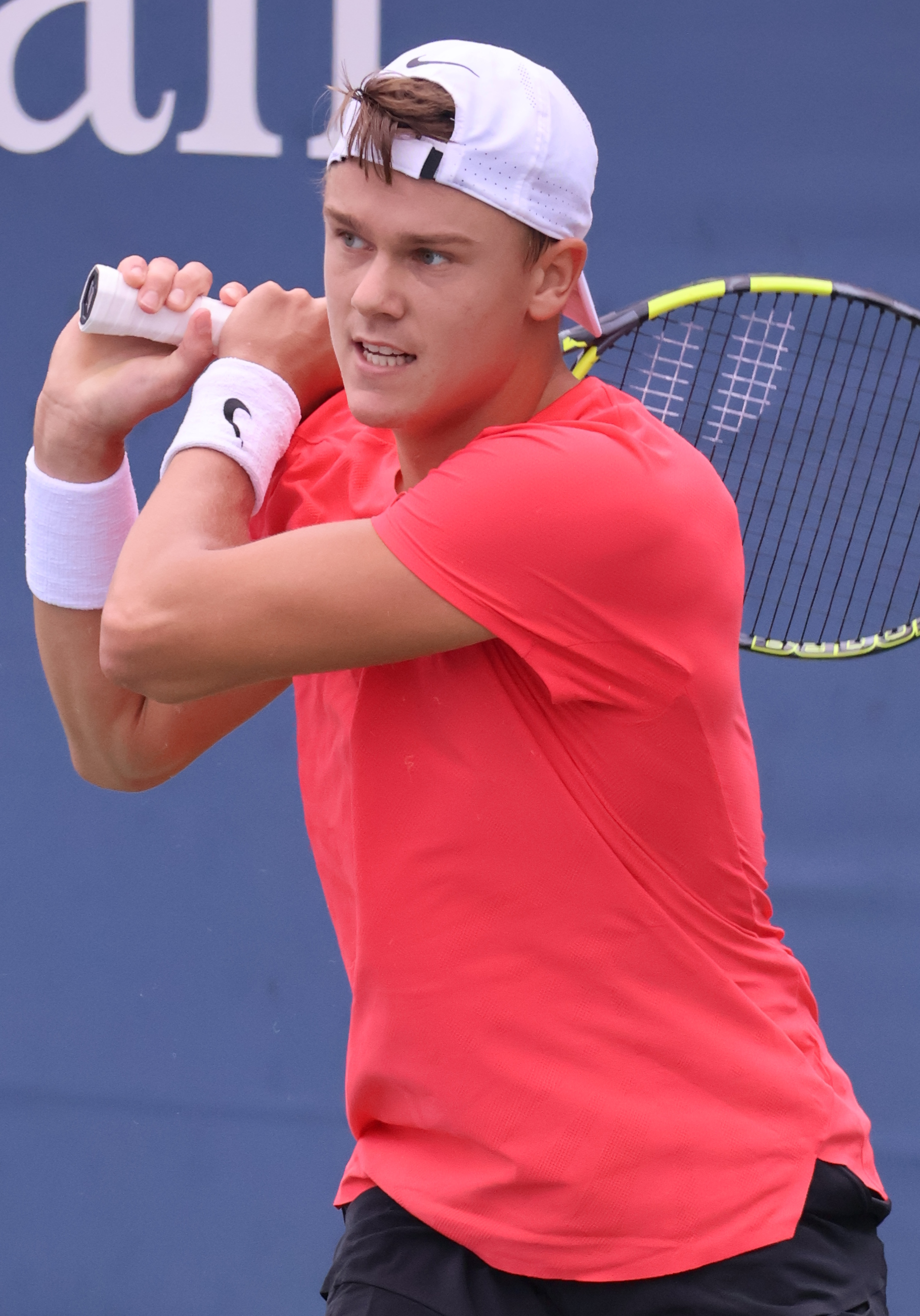
Holger Rune à l'US Open en 2023.

Il dispute le tournoi du Queen's en tant que tête de série numéro deux mi-juin et élimine Maxime Cressy en deux tie-breaks, le local Ryan Peniston (6-3, 6-4) et l'Italien Lorenzo Musetti (6-4, 7-5) pour parvenir en demi-finale. Il échoue à aller plus loin étant éliminé par l'Australien Alex de Minaur (3-6, 6-7). Aligné à Wimbledon il y gagne son premier match contre l'invité George Loffhagen, plutôt habitué des tournois Future (7-6, 6-3, 6-2), et continue sa route en disposant de deux Espagnols, Roberto Carballés Baena (6-3, 7-6, 6-4) et Alejandro Davidovich Fokina (6-3, 4-6, 3-6, 6-4, 7-6). Attendu contre le Bulgare Grigor Dimitrov, auteur de trois premiers matchs très solides, il s'impose (3-6, 7-6, 7-6, 6-3) et parvient en quarts de finale pour la troisième fois de sa carrière en Grand Chelem. Il affronte alors un autre très jeune joueur, le numéro un mondial Carlos Alcaraz qui s'impose solidement (6-7, 4-6, 4-6) et qui gagnera son premier Wimbledon quelques jours plus tard.
Sa fin de saison est ponctuée de six défaites en sept matchs, en commençant par le Masters du Canada. Comme l'année précédente, il s'incline au second tour, contre le qualifié américain Marcos Giron (2-6, 6-4, 3-6) qui enregistre jusqu'alors la plus belle victoire de sa carrière. La semaine suivante, il ne connaît pas plus de réussite, étant contraint à l'abandon au Masters 1000 de Cincinnati contre Mackenzie McDonald (4-6, 0-2 ab.) à cause d'une douleur au dos et il perd contre l'Espagnol Roberto Carballés Baena dès le premier match de l'US Open (3-6, 6-4, 3-6, 2-6), alors que son adversaire n'avait jamais battu de Top 10. Lors de la tournée asiatique, il élimine à Pékin un Félix Auger-Aliassime en méforme (6-4, 6-4) avant de tomber contre le Bulgare Grigor Dimitrov (3-6, 5-7). Disputant pour la première fois le Masters 1000 de Shanghai et tête de série numéro trois, il est laminé par l'Américain Brandon Nakashima, 122e mondial en deux sets secs (0-6, 2-6).
En octobre, Boris Becker annonce devenir le nouvel entraîneur de Rune. Ce dernier défend son titre à Stockholm mais est sorti dès le premier tour par le Serbe Miomir Kecmanović (6-7, 2-6) qui bat son premier top 10 de l'année. Tête de série numéro une à Bâle et finaliste l'année précédente, il redresse un peu la barre en prenant sa revanche sur le Serbe Miomir Kecmanović (1-6, 7-5, 6-3), puis enchaîne deux victoires sur des Argentins, Sebastián Báez (7-6, 6-1) et Tomás Martín Etcheverry (6-1, 3-6, 7-6) avant de perdre en demi-finale contre le Canadien Félix Auger-Aliassime (3-6, 2-6), futur vainqueur.
Tenant du titre au Masters de Paris-Bercy, il y réussit de nouveau un beau parcours en éliminant le qualifié Dominic Thiem (6-4, 6-2) et l'Allemand Daniel Altmaier (6-3, 6-3) avant de s'incliner contre le Serbe Novak Djokovic, numéro un mondial et futur vainqueur, en trois sets (5-7, 7-6, 4-6). Malgré cette défaite, il se qualifie de justesse pour le Masters de fin d'année.

### 2024. Finale à Brisbane, demi-finale à Cincinnati, Bercy et quart de finale à Indian Wells et Monte-Carlo
Holger Rune débute sa tournée australienne par le tournoi de Brisbane début janvier. Il se débarrasse d'abord difficilement de Max Purcell (4-6, 6-4, 6-2) et du Russe Alexander Shevchenko (6-4, 5-7, 6-2) puis en deux sets d'un nouvel Australien James Duckworth, qualifié (6-2, 7-6) et un autre Russe, Roman Safiullin (6-4, 7-6). Il affronte en finale Grigor Dimitrov qui le bat (6-7, 4-6) et remporte ainsi son premier titre depuis six ans. Il s'envole ensuite à Melbourne pour l'Open d'Australie où il s'incline dès le deuxième tour contre le jeune Français invité Arthur Cazaux, 122e mondial et qui joue pour la première fois le Grand Chelem australien (7-6, 6-4, 4-6, 6-3) après avoir sorti le Japonais Yoshihito Nishioka en quatre manches (6-2, 4-6, 7-6, 6-4). Dans la foulée de ce tournoi, la fin de sa collaboration avec Severin Lüthi est officialisée. Celle-ci ne dure que cinq semaines, la mère du joueur expliquant ce choix par un manque de disponibilité du Suisse pour encadrer Rune sur la saison.
Il retrouve ensuite le tournoi de Montpellier qu'il dispute en tant que tête de série numéro une. D'abord à son avantage contre le qualifié espagnol Pablo Llamas Ruiz (7-5, 6-2) et contre l'Américain Michael Mmoh (7-6, 6-4), il abandonne alors qu'il est mal embarqué en demi-finale contre le Croate Borna Ćorić (3-6, 1-4 ab.), souffrant de douleurs au bras droit. Après ce tournoi, c'est cette fois Boris Becker qui cesse sa collaboration avec Rune, en invoquant également un manque de disponibilité de sa part pour le joueur danois qui ne dispose plus comme entraîneur que de Kenneth Carlsen.
Il ne retrouve pas ses sensations à Rotterdam où il concède d'abord une manche au premier tour contre le Russe Roman Safiullin (6-4, 2-6, 6-1) puis la défaite au second tour, face à un autre Russe, Alexander Shevchenko (6-4, 1-6, 6-3). Il annonce alors quelques jours plus tard reprendre Patrick Mouratoglou comme entraîneur. Arrivé à Acapulco fin février, il se débarrasse en tant que tête de série numéro deux des qualifiés américains Michael Mmoh (6-2, 6-3) et Aleksandar Kovacevic (7-6, 6-2) avant de sortir en deux tie-breaks l'Allemand Dominik Köpfer. Il loupe l'occasion de jouer sa première finale sur le continent américain en étant renversé par le Norvégien Casper Ruud, finaliste à Los Cabos la semaine précédente (6-3, 3-6, 4-6). 
Au Masters d'Indian Wells, il rentre tardivement, profitant du forfait du Canadien ancien numéro trois mondial Milos Raonic, puis se qualifie pour les quarts de finale du tournoi pour la première fois en battant Lorenzo Musetti (6-2, 7-6) et le local Taylor Fritz contre qui il sauve une balle de match (2-6, 7-6, 6-3) puis est éliminé par Daniil Medvedev, récent finaliste à l'Open d'Australie au terme d'un match tendu (5-7, 4-6). Il ne marque que deux petits jeux à Miami contre le Hongrois Fábián Marozsán, 57e joueur mondial (1-6, 1-6) et est éliminé en entrée du tournoi. 
Attendu sur terre battue pour défendre les points de sa finale au Masters de Monte-Carlo, il gagne en trois manches dans un match interrompu par la pluie contre le qualifié indien Sumit Nagal (6-3, 3-6, 6-2) avant de sortir Grigor Dimitrov, neuvième joueur mondial, sa première victoire contre un top 10 de l'année en sauvant au passage deux balles de match (7-6, 3-6, 7-6). Il est confronté à l'Italien Jannik Sinner, numéro deux mondial, vainqueur de 24 de ses 25 premiers matchs de l'année et de son premier Majeur à l'Open d'Australie en début de saison. Il sauve deux balles de deuxième set mais est contraint à la défaite en trois manches (4-6, 7-6, 3-6) en quarts de finale. Il enchaîne avec le tournoi de Munich. Double tenant du titre, il écarte le Colombien Daniel Elahi Galán (6-4, 6-2) et le qualifié suisse Marc-Andrea Hüsler (6-4, 7-6) avant d'être battu rapidement par le local Jan-Lennard Struff, finaliste l'année précédente du tournoi de Madrid, en 45 minutes (2-6, 0-6) en demi-finale. Il est éliminé dès le troisième tour au Masters de Madrid, où il gagne difficilement son premier match contre l'Argentin Mariano Navone, finaliste à Bucarest quelques jours plus tôt, en trois sets (5-7, 7-6, 6-4) puis s'incline contre le Néerlandais Tallon Griekspoor en deux manches (3-6, 3-6) et à Rome, alors qu'il était finaliste l'année passée, vainqueur du local Luca Nardi (6-4, 6-4) mais renversé par l'Argentin Sebastián Báez (6-2, 2-6, 3-6). Il retrouve la deuxième semaine en Grand Chelem début juin à l'occasion de Roland Garros après avoir sorti le Britannique Daniel Evans (6-4, 6-4, 6-4), l'Italien Flavio Cobolli après avoir été mené 5-0 dans le super tie-break du cinquième set (6-4, 6-3, 3-6, 3-6, 7-6). Il joue au troisième tour le surprenant repêché Jozef Kovalík qui atteint pour la première fois de sa carrière ce stade en Grand Chelem et s'en débarrasse facilement (7-5, 6-1, 7-6). Il tombe en huitièmes de finale contre l'Allemand Alexander Zverev, récent vainqueur de Rome et numéro quatre mondial en cinq sets (6-4, 1-6, 7-5, 6-7, 2-6) dans un match de plus de quatre heures.
Il échoue d'entrée mi-juin au Queen's contre le spécialiste de gazon Jordan Thompson (6-4, 6-7, 3-6) et comme à Roland Garros s'incline en huitièmes de finale de Wimbledon. Lors de ce tournoi, il écarte facilement le Sud-Coréen Kwon Soon-woo (6-1, 6-4, 6-4) puis plus difficilement le Brésilien Thiago Seyboth Wild (3-6, 6-3, 6-2, 6-2) qui joue pour la première fois le tournoi et le qualifié Français Quentin Halys, remontant un handicap de deux manches à zéro (1-6, 6-7, 6-4, 7-6, 6-1). Il est facilement éliminé par Novak Djokovic (3-6, 4-6, 2-6), numéro deux mondial. Une blessure à un poignet le contraint ensuite à renoncer à participer aux Jeux olympiques de Paris.
Il rejoue à Cincinnati pour bien préparer le dernier Majeur de la saison et affronte un gros morceau dès son entrée en lice, l'ancien sixième mondial Matteo Berrettini qu'il renverse (2-6, 6-1, 6-4). Il profite d'un tableau ouvert pour continuer son parcours, éliminant le Portugais Nuno Borges qui joue pour la première fois le tournoi (6-3, 7-6), le vétéran Gaël Monfils (3-6, 6-3, 6-4) qui venait d'éliminer le numéro trois mondial Carlos Alcaraz, et le Britannique Jack Draper (6-4, 6-2), qui fête sa première participation au Masters 1000 américain. Il rencontre pour sa première demi-finale de l'année dans un Masters 1000 le local Frances Tiafoe, et obtient deux balles de match qu'il ne convertit pas (6-4, 1-6, 6-7), laissant son adversaire jouer sa première finale dans un tournoi de cette catégorie. Il subit une défaite comme l'année passée dès son entrée en lice lors de l'US Open, battu nettement par le local Brandon Nakashima (2-6, 1-6, 4-6).
Espérant se relancer sur la tournée asiatique, il est sortie d'entrée du tournoi de Hangzhou par le qualifié Japonais Yasutaka Uchiyama, 160e joueur mondial et qui obtient une des plus belles victoires de sa carrière (5-7, 4-6). Il parvient difficilement à se défaire du Chilien Alejandro Tabilo à Tokyo (6-2, 5-7, 6-4) mais remporte ses deux matchs suivants contre des Japonais, tous deux invités, Yoshihito Nishioka (6-2, 6-4) et l'ancien numéro quatre Kei Nishikori (3-6, 6-2, 7-5) en sauvant une balle de match. Il est défait en demi-finale par le jeune Arthur Fils en deux tie-breaks. Il remporte son premier match à Shanghai contre l'ancien Top 10 Matteo Berrettini qu'il renverse (4-6, 6-4, 6-3) et s'octroie une nouvelle victoire contre le Tchèque Jiří Lehečka (6-4, 7-5) avant de tomber sèchement contre l'Américain Taylor Fritz, auteur de sa première finale en Grand Chelem à l'US Open quelques semaines avant (1-6, 2-6).
Pour la fin de saison européenne, il participe au tournoi de Bâle fin octobre et s'impose devant le Chilien Nicolás Jarry (6-4, 7-6), le jeune local Dominic Stricker (6-3, 7-6) et le vétéran David Goffin (6-2, 6-4) avant d'être surpris par le jeune Français Giovanni Mpetshi Perricard qui vit sa première saison pleine sur le circuit (6-7, 4-6), malgré une balle de premier set, voyant son adversaire rejoindre sa première finale en ATP 500. Il confirme néanmoins son récent rebond à Paris-Bercy, étant solide contre l'Italien Matteo Arnaldi (6-4, 6-4) qui joue pour la première fois le tournoi, le fantasque Alexander Bublik (6-4, 6-2) et remontant la pente face à Arthur Cazaux, soutenu par le public (3-6, 6-3, 6-4) qui l'avait battu en début d'année à l'Open d'Australie. Il sort un gros match face à l'Australien Alex de Minaur, sa première victoire sur un Top 10 sur dur cette saison (6-4, 4-6, 7-5) pour jouer sa cinquième demi-finale de Masters 1000 en carrière contre le numéro trois mondial Alexander Zverev. L'Allemand lui offre une trop grande résistance (3-6, 6-7) et le Danois, malgré son bon parcours, voit son élimination de la course au Masters de fin d'année.

### 2025.5etitreà Barcelone et finale à Indian Wells
Finaliste l'année passée à Brisbane, il est stoppé cette saison dès son premier match face au Tchèque Jiří Lehečka (5-7, 3-6). Il rebondit néanmoins à l'Open d'Australie en sortant difficilement le Chinois Zhang Zhizhen (4-6, 6-3, 6-4, 3-6, 6-4), l'ancien numéro six Matteo Berrettini (7-63, 2-6, 6-3, 7-66) et le Serbe Miomir Kecmanović (65-7, 6-3, 4-6, 6-4, 6-4). Confronté au numéro un mondial et tenant du titre Jannik Sinner, il lui arrache un set mais est stoppé en huitièmes par l'Italien (3-6, 6-3, 3-6, 2-6).
Reparti en Europe disputer le tournoi de Rotterdam, il vainc un autre Italien, Lorenzo Sonego (7-64, 6-4), qui vient de disputer son premier quart de finale en Majeur, avant de tomber face à l'Espagnol Pedro Martínez (4-6, 1-6). Il s'envole pour l'Amérique du Sud à Buenos Aires la semaine suivante mais affronte le spécialiste local Mariano Navone et est sorti par ce dernier (1-6, 62-7). Il bat Roberto Carballés Baena à Acapulco (7-64, 6-3) avant d'abandonner contre l'Américain Brandon Nakashima après seulement trois jeux (0-3 ab.).
Après un début de mois difficile, il se relance au Masters 1000 d'Indian Wells où il élimine notamment les Français Corentin Moutet  (6-2, 6-4) et Ugo Humbert dans un match très accroché (5-7, 6-4, 7-5). Il confirme sa bonne forme en éliminant également le n°9 mondial, Stéfanos Tsitsipás, vainqueur à Dubai et qui était sur une série de sept victoires d'affilée (6-4, 6-4) et Tallon Griekspoor, tombeur du n°2 mondial, Alexander Zverev. En demi-finales, il domine le n°5 mondial et finaliste de l'an passé, Daniil Medvedev (7-5, 6-4), pour se qualifier pour sa première finale à Indian Wells et sa quatrième finale en Masters 1000. Malgré un bon parcours, il est sèchement battu en finale par le Britannique Jack Draper (2-6, 2-6) qui s'adjuge de son premier Masters 1000. Le bon parcours du Danois lui permet toutefois de remonter d'une place au classement et de se rapprocher à nouveau du top 10 mondial. Comme l'année passée, il s'incline d'entrée, renversé par le géant Reilly Opelka (6-4, 3-6, 65-7), puis enchaîne une troisième défaite consécutive à Monte-Carlo, abandonnant contre le Portugais Nuno Borges (2-6, 0-3 ab.).
Il se reprend de manière spectaculaire à Barcelone, où il écarte l'invité Albert Ramos-Viñolas, qui dispute sa dernière saison sur le circuit (7-5, 6-4) et renverse le terrien Sebastián Báez, vainqueur à Rio en février (4-6, 6-1, 6-2). Ce sera le seul set perdu du tournoi pour le Danois, qui écarte en quarts de finale le tenant du titre Casper Ruud, double finaliste à Roland-Garros (6-4, 6-2), en demi-finale le Russe Karen Khachanov (6-3, 6-2) et en finale le jeune numéro deux mondial Carlos Alcaraz (7-66, 6-2), récent vainqueur à Monte-Carlo pour s'offrir son cinquième titre en carrière, le premier depuis deux ans. Diminué à une douleur à la jambe, il s'incline dès son entrée en lice dans la capitale madrilène (2-6 ab.) contre l'Italien Flavio Cobolli, vainqueur de son premier titre à Bucarest quelques semaines plus tôt. Il s'incline en mai à Rome comme l'année passée au troisième tour, battu par le gaucher Français Corentin Moutet qui vainc son premier Top 10 en carrière après plus de trois heures de jeu (5-7, 7-5, 64-7). Il avait déjà rencontré des difficultés à se sortir de l'Argentin Francisco Comesaña, qui joue pour la première fois le tournoi au tour précédent (3-6, 6-3, 6-4). Il participe pour la quatrième édition de suite à la deuxième semaine à Roland-Garros, lâchant une manche au premier tour contre le vétéran Roberto Bautista-Agut (64-7, 6-4, 6-3, 6-2), vainqueur en session de nuit du jeune invité Emilio Nava (6-3, 7-65, 6-3) et luttant contre le local Quentin Halys (4-6, 6-2, 5-7, 7-5, 6-2). Il est stoppé comme l'année passée en huitièmes par l'Italien Lorenzo Musetti, très en forme sur terre battue (5-7, 6-3, 3-6, 2-6).
Sur gazon au Queen's, il bat deux joueurs ayant disputé les qualifications, l'Australien Christopher O'Connell (6-3, 6-4), repêché, ainsi que l'Américain Mackenzie McDonald après un mauvais début de match (2-6, 6-1, 6-1)  mais voit le vétéran Roberto Bautista-Agut, ancien demi-finaliste à Wimbledon, le sortir (65-7, 7-64, 2-6). Alors qu'il mène deux sets à zéro au premier tour contre le Chilien Nicolás Jarry, il voit son adversaire revenir au score puis l'emporter (6-4, 6-4, 5-7, 3-6, 4-6) au Temple. S'envolant pour la deuxième tournée américaine, il écarte deux Français, le jeune géant Giovanni Mpetshi Perricard (7-67, 6-3) et Alexandre Müller (6-2, 6-4) avant de tomber face au tenant du titre, l'Australien Alexei Popyrin (6-4, 2-6, 3-6) à Toronto. Il parvient à Cincinnati la semaine suivante jusqu'en quart de finale après avoir fait tomber le Russe Roman Safiullin (7-5, 7-6), le jeune Alex Michelsen (7-6, 6-3) et profité de l'abandon d'un autre Américain, Frances Tiafoe (6-4, 3-1 ab.). Il fait face à ce stade au surprenant Térence Atmane, vainqueur de ses touts premiers matchs ATP en carrière et tombeur du numéro quatre Taylor Fritz au tour précédent, et voit le Français le dominer aisément (2-6, 3-6) pour disputer sa première demi-finale ATP.

## Palmarès

### Titres en simple messieurs
| No | Date       | Nom et lieu du tournoi                  | Catégorie    | Dotation    | Surface      | Finaliste               | Score          |          |
| -- | ---------- | --------------------------------------- | ------------ | ----------- | ------------ | ----------------------- | -------------- | -------- |
| 1  | 25-04-2022 | BMW Open, Munich                        | ATP 250      | 534 555 €   | Terre (ext.) | Botic van de Zandschulp | 3-4 ab.        | Parcours |
| 2  | 17-10-2022 | Stockholm Open, Stockholm               | ATP 250      | 648 130 €   | Dur (int.)   | Stéfanos Tsitsipás      | 6-4, 6-4       | Parcours |
| 3  | 31-10-2022 | Rolex Paris Masters, Paris              | Masters 1000 | 5 415 410 € | Dur (int.)   | Novak Djokovic          | 3-6, 6-3, 7-5  | Parcours |
| 4  | 17-04-2023 | BMW Open, Munich                        | ATP 250      | 562 815 €   | Terre (ext.) | Botic van de Zandschulp | 6-4, 1-6, 7-63 | Parcours |
| 5  | 14-04-2025 | Barcelona Open Banc Sabadell, Barcelone | ATP 500      | 2 889 200 € | Terre (ext.) | Carlos Alcaraz          | 7-66, 6-2      | Parcours |

### Finales en simple messieurs
| No | Date       | Nom et lieu du tournoi                             | Catégorie    | Dotation    | Surface      | Vainqueur             | Score         |          |
| -- | ---------- | -------------------------------------------------- | ------------ | ----------- | ------------ | --------------------- | ------------- | -------- |
| 1  | 26-09-2022 | Sofia Open, Sofia                                  | ATP 250      | 534 555 €   | Dur (int.)   | Marc-Andrea Hüsler    | 6-4, 7-68     | Parcours |
| 2  | 24-10-2022 | Swiss Indoors Basel, Bâle                          | ATP 500      | 2 135 350 € | Dur (int.)   | Félix Auger-Aliassime | 6-3, 7-5      | Parcours |
| 3  | 09-04-2023 | Rolex Monte-Carlo Masters, Monaco                  | Masters 1000 | 5 779 335 € | Terre (ext.) | Andrey Rublev         | 5-7, 6-2, 7-5 | Parcours |
| 4  | 10-05-2023 | Internazionali BNL d'Italia, Rome                  | Masters 1000 | 7 705 780 € | Terre (ext.) | Daniil Medvedev       | 7-5, 7-5      | Parcours |
| 5  | 31-12-2023 | Brisbane International presented by Evie, Brisbane | ATP 250      | 661 585 $   | Dur (ext.)   | Grigor Dimitrov       | 7-65, 6-4     | Parcours |
| 6  | 05-03-2025 | BNP Paribas Open, Indian Wells                     | Masters 1000 | 9 693 540 $ | Dur (ext.)   | Jack Draper           | 6-2, 6-2      | Parcours |

## Parcours dans les tournois duGrand Chelem

### En simple
| Année | Open d'Australie | Open d'Australie | Internationaux de France | Internationaux de France | Wimbledon       | Wimbledon      | US Open         | US Open            |
| ----- | ---------------- | ---------------- | ------------------------ | ------------------------ | --------------- | -------------- | --------------- | ------------------ |
| 2021  | —                | —                | —                        | —                        | —               | —              | 1er tour (1/64) | Novak Djokovic     |
| 2022  | 1er tour (1/64)  | Kwon Soon-woo    | 1/4 de finale            | Casper Ruud              | 1er tour (1/64) | Marcos Giron   | 3e tour (1/16)  | Cameron Norrie     |
| 2023  | 1/8 de finale    | Andrey Rublev    | 1/4 de finale            | Casper Ruud              | 1/4 de finale   | Carlos Alcaraz | 1er tour (1/64) | R. Carballés Baena |
| 2024  | 2e tour (1/32)   | Arthur Cazaux    | 1/8 de finale            | Alexander Zverev         | 1/8 de finale   | Novak Djokovic | 1er tour (1/64) | Brandon Nakashima  |
| 2025  | 1/8 de finale    | Jannik Sinner    | 1/8 de finale            | Lorenzo Musetti          | 1er tour (1/64) | Nicolás Jarry  |                 |                    |

N.B. : à droite du résultat se trouve le nom de l'ultime adversaire.

### En double messieurs
| Année | Open d'Australie | Open d'Australie | Internationaux de France | Internationaux de France | Wimbledon | Wimbledon | US Open                                                                         | US Open |
| ----- | ---------------- | ---------------- | ------------------------ | ------------------------ | --------- | --------- | ------------------------------------------------------------------------------- | ------- |
| 2022  | —                | —                | —                        | —                        | —         | —         | 2e tour (1/16) A. Bublik \|\| style="text-align:left;" \| Q. Halys A. Mannarino |         |

N.B. : le nom du partenaire se trouve sous le résultat ; les noms des ultimes adversaires se trouvent à droite.

### En double mixte
| Année | Open d'Australie | Open d'Australie | Internationaux de France | Internationaux de France | Wimbledon | Wimbledon | US Open                                                                             | US Open |
| ----- | ---------------- | ---------------- | ------------------------ | ------------------------ | --------- | --------- | ----------------------------------------------------------------------------------- | ------- |
| 2025  | —                | —                | —                        | —                        | —         | —         | 1er tour (1/8) A. Anisimova \|\| style="text-align:left;" \| T. Townsend B. Shelton |         |

N.B. : le nom du partenaire se trouve sous le résultat ; les noms des ultimes adversaires se trouvent à droite.

## Parcours auMasters
| Année | Lieu  | Résultat    | Tour | Adversaires                                     | Victoire / Défaite       | Scores                                |
| ----- | ----- | ----------- | ---- | ----------------------------------------------- | ------------------------ | ------------------------------------- |
| 2023  | Turin | Round Robin | RR   | Novak Djokovic Stéfanos Tsitsipás Jannik Sinner | Défaite Victoire Défaite | 64-7, 7-61, 3-6 2-1 ab. 2-6, 7-5, 4-6 |

## Parcours dans lesMasters 1000
| Année | Indian Wells              | Miami                  | Monte-Carlo             | Madrid                | Rome               | Canada                   | Cincinnati              | Shanghai               | Paris                     |
| ----- | ------------------------- | ---------------------- | ----------------------- | --------------------- | ------------------ | ------------------------ | ----------------------- | ---------------------- | ------------------------- |
| 2021  | 1er tour E. Escobedo      | —                      | 1er tour C. Ruud        | —                     | —                  | —                        | —                       | n.o.                   | —                         |
| 2022  | 2e tour M. Berrettini     | —                      | 2e tour C. Ruud         | —                     | —                  | 2e tour P. Carreño       | 1er tour C. Norrie      | n.o.                   | Victoire N. Djokovic      |
| 2023  | 3e tour S. Wawrinka       | 1/8 de finale T. Fritz | Finale A. Rublev        | 3e tour A. Davidovich | Finale D. Medvedev | 2e tour M. Giron         | 2e tour M. McDonald     | 2e tour B. Nakashima   | 1/4 de finale N. Djokovic |
| 2024  | 1/4 de finale D. Medvedev | 2e tour F. Marozsán    | 1/4 de finale J. Sinner | 3e tour T. Griekspoor | 3e tour S. Báez    | 1/8 de finale A. Zverev  | 1/2 finale F. Tiafoe    | 1/8 de finale T. Fritz | 1/2 finale A. Zverev      |
| 2025  | Finale J. Draper          | 2e tour R. Opelka      | 1er tour N. Borges      | 2e tour F. Cobolli    | 3e tour C. Moutet  | 1/8 de finale A. Popyrin | 1/4 de finale T. Atmane |                        |                           |

N.B. : sous le résultat se trouve le nom de l’ultime adversaire.

## Confrontations avec ses principaux adversaires
Confrontations lors des différents tournois ATP et en Coupe Davis avec ses principaux adversaires (5 confrontations minimum et avoir été membre du top 10). Classement par pourcentage de victoires. Situation au 18 avril 2025 :
| Joueur            | Meilleur classement | Confrontations | Victoires | Défaites | Pourcentage de victoires | Dernière confrontation                                    |
| ----------------- | ------------------- | -------------- | --------- | -------- | ------------------------ | --------------------------------------------------------- |
| Casper Ruud       | 2                   | 8              | 2         | 6        | 25                       | victoire (6-4, 6-2) au tournoi de Barcelone 2025          |
| Novak Djokovic    | 1                   | 6              | 2         | 4        | 33,3                     | défaite (3-6, 4-6, 2-6) à Wimbledon 2024                  |
| Jannik Sinner     | 1                   | 5              | 2         | 3        | 40                       | défaite (3-6, 6-3, 3-6, 2-6) à l'Open d'Australie 2025    |
| Alex de Minaur    | 6                   | 5              | 3         | 2        | 60                       | victoire (6-4, 4-6, 7-5) au Masters de Paris-Bercy 2024   |
| Matteo Berrettini | 6                   | 5              | 4         | 1        | 80                       | victoire (7-63, 2-6, 6-3, 7-66) à l'Open d'Australie 2025 |

## Victoires sur le top 10
Toutes ses victoires sur des joueurs classés dans le top 10 de l'ATP lors de la rencontre.
| Légende      |
| Grand Chelem |
| Masters      |
| Masters 1000 |
| ATP 500      |
| ATP 250      |

| #  | H.R.  | Tournoi       | Année | Surface      | Adversaire            | Rang  | Tour   | Score              |
| -- | ----- | ------------- | ----- | ------------ | --------------------- | ----- | ------ | ------------------ |
| 1  | no 70 | Munich        | 2022  | Terre battue | Alexander Zverev      | no 3  | 1/8    | 6-3, 6-2           |
| 2  | no 40 | Roland-Garros | 2022  | Terre battue | Stéfanos Tsitsipás    | no 4  | 1/8    | 7-5, 3-6, 6-3, 6-4 |
| 3  | no 31 | Sofia         | 2022  | Dur (int.)   | Jannik Sinner         | no 10 | 1/2    | 5-7, 6-4, 5-2 ab.  |
| 4  | no 27 | Stockholm     | 2022  | Dur (int.)   | Stéfanos Tsitsipás    | no 5  | Finale | 6-4, 6-4           |
| 5  | no 18 | Paris-Bercy   | 2022  | Dur (int.)   | Hubert Hurkacz        | no 10 | 1/16   | 7-5, 6-1           |
| 6  | no 18 | Paris-Bercy   | 2022  | Dur (int.)   | Andrey Rublev         | no 9  | 1/8    | 6-4, 7-5           |
| 7  | no 18 | Paris-Bercy   | 2022  | Dur (int.)   | Carlos Alcaraz        | no 1  | 1/4    | 6-3, 6-6 ab.       |
| 8  | no 18 | Paris-Bercy   | 2022  | Dur (int.)   | Félix Auger-Aliassime | no 8  | 1/2    | 6-4, 6-2           |
| 9  | no 18 | Paris-Bercy   | 2022  | Dur (int.)   | Novak Djokovic        | no 7  | Finale | 3-6, 6-3, 7-5      |
| 10 | no 9  | Monte-Carlo   | 2023  | Terre battue | Daniil Medvedev       | no 5  | 1/4    | 6-3, 6-4           |
| 11 | no 9  | Monte-Carlo   | 2023  | Terre battue | Jannik Sinner         | no 8  | 1/2    | 1-6, 7-5, 7-5      |
| 12 | no 7  | Rome          | 2023  | Terre battue | Novak Djokovic        | no 1  | 1/4    | 6-2, 4-6, 6-2      |
| 13 | no 7  | Rome          | 2023  | Terre battue | Casper Ruud           | no 4  | 1/2    | 62-7, 6-4, 6-2     |
| 14 | no 8  | Masters       | 2023  | Dur (int.)   | Stéfanos Tsitsipás    | no 6  | Poules | 2-1 ab.            |
| 15 | no 7  | Monte-Carlo   | 2024  | Terre battue | Grigor Dimitrov       | no 9  | 1/8    | 7-69, 3-6, 7-62    |
| 16 | no 13 | Paris-Bercy   | 2024  | Dur (int.)   | Alex de Minaur        | no 10 | 1/4    | 6-4, 4-6, 7-5      |
| 17 | no 13 | Indian Wells  | 2025  | Dur          | Stéfanos Tsitsipás    | no 9  | 1/8    | 6-4, 6-4           |
| 18 | no 13 | Indian Wells  | 2025  | Dur          | Daniil Medvedev       | no 6  | 1/2    | 7-5, 6-4           |
| 19 | no 13 | Barcelone     | 2025  | Terre battue | Casper Ruud           | no 10 | 1/4    | 6-4, 6-2           |
| 20 | no 13 | Barcelone     | 2025  | Terre battue | Carlos Alcaraz        | no 2  | Finale | 7-66, 6-2          |

## Classements ATP en fin de saison
| Année          | 2019 | 2020 | 2021 | 2022 | 2023 | 2024 |
| Rang en simple | 1004 | 511  | 103  | 11   | 8    | 13   |
| Rang en double | –    | 1084 | 2019 | 191  | 580  | 332  |

Source : (en) Classements de Holger Rune sur le site officiel de la Fédération internationale de tennis